# Chimarra pillara
Chimarra pillara is een schietmot uit de familie Philopotamidae. De soort komt voor in het Australaziatisch gebied.